# Santalum acuminatum
Santalum acuminatum é uma espécie planta hemiparasitária da família do sândalo, Santalaceae (nativa da Austrália), que está amplamente dispersa pelos desertos centrais e áreas do sul da Austrália. A espécie, especialmente sua fruta comestível, também é comumente referida como Quandong ou pêssego-nativo. O uso da fruta como condimento exótico, sendo um dos mais conhecidos "Bush tucker" (alimento do mato), tem levado à tentativa de domesticação da espécie.